# Distrito electoral de Green Garden (condado de Madison, Nebraska)
Green Garden Precint es una subdivisión territorial del condado de Madison, Nebraska, Estados Unidos. Según el censo de 2020, tiene una población de 144 habitantes.
El estado de Nebraska está dividido en 93 condados. De ese total, 25 condados se dividen en townships y 63 se dividen en precintos (precincts), subdivisiones idénticas a los townships pero donde no existe Gobierno municipal. Cuatro condados no tienen municipios ni precintos.
Los datos de los precintos son mantenidos por la Oficina del Censo en coordinación con los Gobiernos de los condados y del estado a efectos exclusivamente estadísticos.
Es incorrecto en este caso, por lo tanto, traducir precinct como distrito electoral.

## Geografía
La subdivisión está ubicada en las coordenadas 41°47′3″N 97°32′44″O / 41.78417, -97.54556. Según la Oficina del Censo, tiene una superficie total de 93.07 km², de los cuales 93.01 km² corresponden a tierra firme y 0.06 km² están cubiertos de agua.

## Demografía
Según el censo de 2020, hay 144 personas residiendo en la zona. La densidad de población es de 1.55 hab./km². El 98.6% de los habitantes eran blancos, el 0.7% era de otra raza y el 0.7% era de una mezcla de razas. No había hispanos o latinos viviendo en la región.